# آبشار لافارج
آبشار لافارج (به انگلیسی: Lafarge Falls) آبشاری است که در همیلتون (انتاریو)، کانادا واقع شده و ارتفاع کلی ریزشگاه آن ۱۵ متر (۴۹ فوت) است.